# Пенрит
Пенрит (на английски: Penrith) е град в средната част на област Къмбрия - Северозападна Англия. Той е административен и стопански център на община Идън. Населението на града към 2001 година е 14 471 жители.
Установено е, че името на града произхожда от къмбрийски език от групата на бритските езици, говорен в Къмбрия и Ланкашър до към ХІ век.

## География
Пенрит е разположен в близост до източната граница на природния парк „Езерен район“. Градът отстои на 25 километра в южна посока от главния град на графството – Карлайл и на около 455 километра северозападно от Лондон. На около 55 километра в западна посока се намира бреговата линия към Ирландско море.
В непосредствена близост до града преминава Магистрала М6 - част от главния транспортен коридор по направлението север-юг от Глазгоу към Лондон през Манчестър и Бирмингам.